# Campionati giapponesi di ski cross 2014
I Campionati giapponesi di ski cross 2014 si sono svolti ad Kashimayari il 14 marzo. Il programma ha incluso sia la gara femminile che la gara maschile. 
Trattandosi di competizioni valide anche ai fini del punteggio FIS, vi hanno partecipato anche sciatori di altre federazioni, senza che questo consentisse loro di concorrere al titolo nazionale giapponese.

## Risultati

### Uomini
| Pos. | Atleta            | Nazione  |
| ---- | ----------------- | -------- |
| 1    | Ippei Yoshigoe    | Giappone |
| 2    | Takahiro Ishizuka | Giappone |
| 3    | Yutaro Yumoto     | Giappone |
| 4    | Hiroomi Takizawa  | Giappone |

### Donne
| Pos. | Atleta        | Nazione  |
| ---- | ------------- | -------- |
| 1    | Reina Umehara | Giappone |
| 2    | Yuka Nagoshi  | Giappone |